# Nationale Frauen-Fußball-Meisterschaft 2014
Die Nationale Frauen-Fußball-Meisterschaft 2014 war die 11. Austragung des Fußball-Pokalwettbewerbs für südkoreanische Vereinsmannschaften der Frauen.
Das Pokalturnier fand zwischen dem 14. Juli und dem 23. Juli 2014 statt. Die Spiele wurden in Habcheon, im Habcheon-Gongseol-Stadion ausgetragen.

## Teilnehmende Mannschaften
Am Pokalturnier nahmen die WK-League-Mannschaften teil. Außerdem dürften auch Mannschaften, die sich angemeldet haben, mit am Pokalturnier teilnehmen.
| WK-League die 7 Vereine der WK-League 2014 | angemeldete Mannschaften |
| - Daejeon Sportstoto - Jeonbuk KSPO WFC - Goyang Daekyo Noonnoppi WFC - Incheon Hyundai Steel Red Angels - Seoul WFC - Suwon FMC WFC - Busan Sangmu WFC | - Jeju WFC - Ulsan WFC   |

## Gruppenphase

### Gruppe A
| Pl. | Verein             | Sp. | S | U | N | Tore    | Diff. | Punkte |
| --- | ------------------ | --- | - | - | - | ------- | ----- | ------ |
| 1.  | Suwon FMC WFC      | 2   | 1 | 1 | 0 | 017:100 | +16   | 04     |
| 2.  | Daejeon Sportstoto | 2   | 1 | 1 | 0 | 017:300 | +14   | 04     |
| 3.  | Jeju WFC           | 2   | 0 | 0 | 2 | 002:330 | −31   | 0      |

| 14. Juli 2014      |      |                    |
| Suwon FMC WFC      | 1:1  | Daejeon Sportstoto |
| 16. Juli 2014      |      |                    |
| Daejeon Sportstoto | 16:2 | Jeju WFC           |
| 17. Juli 2014      |      |                    |
| Jeju WFC           | 0:16 | Suwon FMC WFC      |

### Gruppe B
| Pl. | Verein                           | Sp. | S | U | N | Tore    | Diff. | Punkte |
| --- | -------------------------------- | --- | - | - | - | ------- | ----- | ------ |
| 1.  | Incheon Hyundai Steel Red Angels | 2   | 1 | 1 | 0 | 010:100 | +9    | 04     |
| 2.  | Goyang Daekyo Noonnoppi WFC      | 2   | 1 | 1 | 0 | 007:100 | +6    | 04     |
| 3.  | Ulsan WFC                        | 2   | 0 | 0 | 2 | 000:150 | −15   | 0      |

| 14. Juli 2014                    |     |                                  |
| Incheon Hyundai Steel Red Angels | 1:1 | Goyang Daekyo Noonnoppi WFC      |
| 16. Juli 2014                    |     |                                  |
| Goyang Daekyo Noonnoppi WFC      | 6:0 | Ulsan WFC                        |
| 17. Juli 2014                    |     |                                  |
| Ulsan WFC                        | 0:9 | Incheon Hyundai Steel Red Angels |

### Gruppe C
| Pl. | Verein           | Sp. | S | U | N | Tore    | Diff. | Punkte |
| --- | ---------------- | --- | - | - | - | ------- | ----- | ------ |
| 1.  | Seoul WFC        | 2   | 1 | 1 | 0 | 004:300 | +1    | 04     |
| 2.  | Busan Sangmu WFC | 2   | 0 | 2 | 0 | 003:300 | ±0    | 02     |
| 3.  | Jeonbuk KSPO WFC | 2   | 0 | 1 | 1 | 002:300 | −1    | 01     |

| 14. Juli 2014    |     |                  |
| Busan Sangmu WFC | 2:2 | Seoul WFC        |
| 16. Juli 2014    |     |                  |
| Seoul WFC        | 2:1 | Jeonbuk KSPO WFC |
| 17. Juli 2014    |     |                  |
| Jeonbuk KSPO WFC | 1:1 | Busan Sangmu WFC |

## K.O.-Runde

### Viertelfinale
Das Viertelfinale fand am 19. Juli 2014 im Habcheon-Gongseol-Stadion statt.
|                                  | Ergebnis |                             |
| -------------------------------- | -------- | --------------------------- |
| Incheon Hyundai Steel Red Angels | 2:1      | Goyang Daekyo Noonnoppi WFC |
| Daejeon Sportstoto               | 1:3      | Busan Sangmu WFC            |

### Halbfinale
Das Halbfinale fand am 21. Juli 2014 im Habcheon-Gongseol-Stadion statt.
|               | Ergebnis |                                  |
| ------------- | -------- | -------------------------------- |
| Suwon FMC WFC | 2:0      | Incheon Hyundai Steel Red Angels |
| Seoul WFC     | 3:0      | Busan Sangmu WFC                 |

### Finale
Das Finale fand am 23. Juli 2014 im Habcheon-Gongseol-Stadion statt.
|               | Ergebnis |           |
| ------------- | -------- | --------- |
| Suwon FMC WFC | 2:4      | Seoul WFC |